# 下呂市立小坂小学校
下呂市立小坂小学校（げろしりつ おさかしょうがっこう）は岐阜県下呂市にある市立の小学校。
校区は小坂町全域（旧・益田郡小坂町）である。

## 沿革
現在の小坂小学校は、2012年に小坂小学校〈旧〉と湯屋小学校を統合し、新たに開校した小学校である。ここでは小坂小学校〈旧〉についても記述する。
- 1873年（明治6年） - 小坂学校が開校。浄福寺[注釈 3]の庫裡を仮校舎とする。
- 1875年（明治8年） - 小坂町村、門坂村、岩崎村、無数原村、大島村、坂下村、長瀬村、赤沼田村、落合村、大洞村、湯屋村が合併し、小坂村が発足。
- 1887年（明治20年） - 移転。小坂尋常小学校に改称する。
- 1896年（明治29年） - 小坂尋常高等小学校に改称する。
- 1898年（明治31年）3月2日 - 小坂村が町制施行し、小坂町となる。
- 1905年（明治38年） - 農業補習学校を併設する。
- 1935年（昭和10年） - 農業青年学校を併設する。
- 1941年（昭和16年）
  - 2月 - 現在地に新築移転する。
  - 4月1日 - 小坂国民学校に改称する。
- 1947年（昭和22年）4月1日 - 小坂町立小坂小学校〈旧〉に改称する。
- 1950年（昭和25年）4月 - 滝上開拓地に仮分校を設置。
- 1963年（昭和38年）3月 - 滝上分校を廃止。
- 1980年（昭和55年） - 鉄筋コンクリート造校舎が完成。
- 2004年（平成16年)3月1日 - 下呂町、萩原町、小坂町、金山町、馬瀬村が合併し下呂市が発足。同時に下呂市立小坂小学校〈旧〉に改称する。
- 2012年（平成24年）4月1日 - 小坂小学校〈旧〉と湯屋小学校を統合し、新たに下呂市立小坂小学校として開校。校舎は小坂小学校〈旧〉の校舎を使用。